# 山形県医師会
一般社団法人山形県医師会（やまがたけんいしかい 英称 Yamagata Medical Association）は、山形県の医師を会員とする法人。

## 活動
山形県庁と「医療・保健提供体制等の確保に向けた協定」を2019年に結んだ。研修医の定着、外国人観光客への対応など13項目で協力する。

## 本部所在地
- 〒990-2473 山形県山形市松栄1-6-73

## 郡市医師会・大学医師会
- 山形大学医師会 〒990-9585 山形市飯田西2-2-2 山形大学医学部内
- 山形市医師会 〒990-0039 山形市香澄町2-9-13
- 天童市東村山郡医師会 〒994-0027 天童市桜町2-20-2F
- 寒河江市西村山郡医師会 〒991-0024 寒河江市六供町2-5-13
- 上山市医師会 〒999-3153 上山市十日町7-8
- 北村山地区医師会 〒995-0017 村山市楯岡十日町2-15
- 新庄市最上郡医師会 〒996-0084 新庄市大手町2-49
- 酒田地区医師会 〒998-0036 酒田市船場町2-1-31
- 鶴岡地区医師会 〒997-0035 鶴岡市馬場町1-34
- 南陽市東置賜郡医師会 〒999-2221 南陽市椚塚420-7
- 長井市西置賜郡医師会 〒993-0001 長井市ままの上7-10
- 米沢市医師会 〒992-0039 米沢市門東町3-3-17